# Witali Konstantinowitsch Kalojew

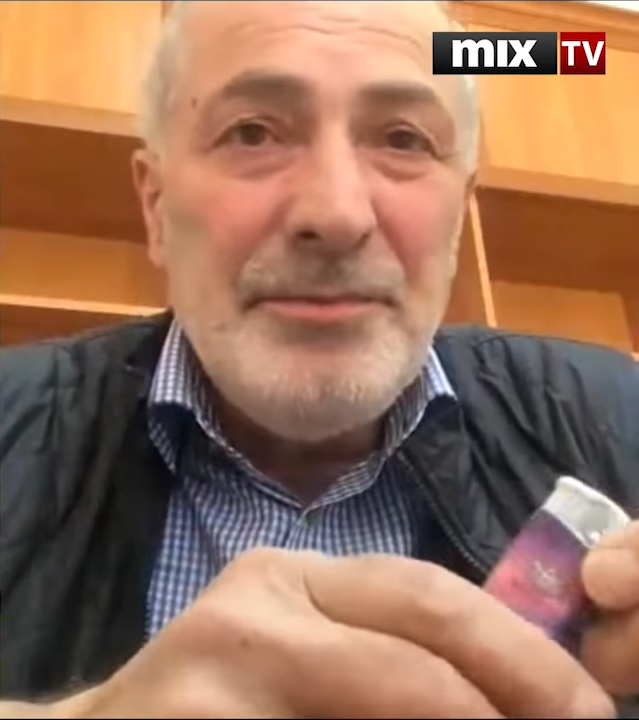
Witali Konstantinowitsch Kalojew (2019)

Witali Konstantinowitsch Kalojew (russisch Виталий Константинович Калоев; * 15. Januar 1956 in Tschermen bei Ordschonikidse) ist ein russischer Bauingenieur. Er war zwischen 2008 und 2016 stellvertretender Bauminister von Nordossetien-Alanien.

## Tötung des diensthabenden Fluglotsen nach der Flugzeugkollision von Überlingen
Kalojew verlor am 1. Juli 2002 bei der Flugzeugkollision von Überlingen seine Frau und seine beiden Kinder. Im Februar 2004 reiste er in die Schweiz und erstach am 24. Februar den während des Unglücks diensthabenden Fluglotsen vor dessen Haus in Kloten. Das Obergericht des Kantons Zürich verurteilte ihn wegen vorsätzlicher Tötung im Oktober 2005 zu acht Jahren Haft. Da der anschließend eingelegten Revision vom Kassationsgericht des Kantons Zürich teilweise stattgegeben wurde, reduzierte das Obergericht die Strafe im Juli 2007 auf fünf Jahre und drei Monate, da Kalojew eine schwere Verminderung der Schuldfähigkeit zugeschrieben wurde. Daraufhin legte die Staatsanwaltschaft erneut Berufung ein, sodass der Fall vom Bundesgericht verhandelt wurde. Am 8. November 2007 wurde vom Bundesgericht die Strafe von fünf Jahren und drei Monaten bestätigt. Kalojew der zwei Drittel dieser Strafe bereits verbüßt hatte, wurde kurz darauf auf Bewährung entlassen und kehrte nach Russland zurück.

## Karriere und Auszeichnungen
Kalojew wurde 2008 zum stellvertretenden Bauminister in Nordossetien-Alanien ernannt, 2016 ging er in den Ruhestand und erhielt im gleichen Jahr von der lokalen Regierung die höchste staatliche Auszeichnung, die Medaille „Zum Ruhm Ossetiens“. Die Medaille wird für die besten Leistungen, die Verbesserung der Lebensbedingungen der Einwohner der Region, die Ausbildung der jüngeren Generation und die Aufrechterhaltung von Recht und Ordnung verliehen.
Kalojew heiratete 2018 zum zweiten Mal und wurde im gleichen Jahr Vater von Zwillingen.